# Радиопульсар
Радиопульса́р — космический источник импульсного радиоизлучения, приходящего на Землю в виде периодически повторяющихся всплесков (импульсов).

## Открытие радиопульсаров
Пульсары были открыты в июне 1967 года Джоселин Белл, аспиранткой Э. Хьюиша, на меридианном радиотелескопе Маллардской радиоастрономической обсерватории Кембриджского университета на длине волны 3,5 м (85,7 МГц) во время наблюдений по исследованию мерцаний «точечных» радиоисточников. За этот выдающийся результат Хьюиш получил в 1974 году Нобелевскую премию. Результаты наблюдений были засекречены на полгода, а первому открытому пульсару присвоили имя LGM-1 (от англ. little green men — «маленькие зелёные человечки»). Это было связано с предположением искусственности строго периодических импульсов радиоизлучения.
Техническая возможность для открытия пульсаров в радиодиапазоне существовала примерно за 10 лет до их реального открытия. Более того, как стало известно позже, за несколько лет до открытия, сделанного группой Хьюиша, на обсерватории Джодрелл-Бэнк были зафиксированы сигналы от пульсара PSR B0329+54, однако они были приняты за шум земного происхождения.
После статьи Хьюиша и др. в 1968 году было открыто значительное число пульсаров, причём некоторые из них удалось связать с остатками вспышек сверхновых, таких как Крабовидная туманность или остаток в Парусах. В январе 1969 года у радиопульсара в Крабовидной туманности удалось обнаружить пульсации в оптическом диапазоне. В 1974 году был открыт пульсар в двойной системе (двойной пульсар) PSR B1913+16, с помощью которого удалось проверить различные теории гравитации. В 1990 году у пульсара PSR 1257+12 была обнаружена планетная система. Наконец, в 2004 году был найден дважды двойной пульсар PSR J0737-3039 — двойная система из двух пульсаров.
К 2020 году обнаружено уже свыше 2800 радиопульсаров, более половины из которых были обнаружены обсерваторией Паркса в Австралии под руководством Дика Манчестера. Из них 140 входят в состав шаровых скоплений; 21 найден в Магеллановых облаках. По теоретическим оценкам, число доступных наблюдениям радиопульсаров в Галактике оценивается как (24±3)⋅103, а полное их число — (240±30)⋅103.

## Номенклатура
Обозначение пульсара состоит из следующих частей:
PSR XYYYYZZZ,
где
- PSR обязательный префикс (сокращение от англ. pulsar),
- X — обозначение эпохи каталога: B, если 1950 г. и J, если 2000 г. Если эпоха каталога не указана, то почти наверняка это 1950 г.
- YYYY — прямое восхождение пульсара (первые две цифры — часы, остальные — минуты),
- ZZZ — склонение пульсара (первый символ должен быть «+» или «−»), кроме того, для F-пульсаров обычно указывают склонение с точностью до минут дуги.

Таким образом, первый радиопульсар получил обозначение PSR B1919+21 или PSR J1921+2153.
В первое время поле открытия пульсаров в начале обозначения писали не PSR, а двухбуквенное обозначение: первая буква — код обсерватории, где был открыт пульсар, вторая — буква P (англ.  pulsar). Кроме этого не указывали склонение. Таким образом, обозначение первого пульсара в этой системе выглядит следующим образом: CP 1919 (англ. Cambridge — Кембридж, поэтому первая буква С). Достаточно быстро эта система вышла из употребления.

## Основные наблюдательные характеристики радиопульсаров

Распределение пульсаров по периодам

Изменение периода пульсара в Крабе по данным спутника Астрон

- Период ({\displaystyle P}). Максимальный известный период радиопульсара составляет 11,77 с, а минимальный — 0,0014 с (1,4 мс). Распределение пульсаров по периодам имеет два максимума: больший максимум соответствует периоду 0,6 с (нормальные пульсары), а меньший — периоду 4 мс (миллисекундные пульсары).

- Производная периода ({\displaystyle {\dot {P}}}). У подавляющего числа пульсаров период монотонно увеличивается со временем. Типичные значения {\displaystyle 10^{-15}} для нормальных пульсаров и {\displaystyle 10^{-19}} для миллисекундных. Известные факты уменьшения периодов со временем связаны с эффектом Доплера вследствие движения пульсаров в шаровых скоплениях. У некоторых пульсаров наблюдаются т. н. глитчи (от англ. glitch) — скачкообразные изменения периода. Например для PSR B0531+21 наблюдались скачки периода ΔP/P ~ 10−9 с частотой несколько раз в год. Значение глитчей может быть как положительным, так и отрицательным и сильно варьируется для разных пульсаров.
- Профиль среднего импульса. Индивидуальные импульсы радиопульсаров не похожи друг на друга, но если усреднить около 1000 одиночных импульсов, то можно получить некий средний профиль, не зависящий от дальнейшего увеличения числа индивидуальных импульсов. Ширины средних импульсов обычно имеют значения от 0,01 до 0,1 P. Индивидуальный импульс обычно состоит из нескольких субимпульсов, которые обычно имеют симметричную форму и появляются в произвольных частях последовательных импульсов. В ряде пульсаров наблюдают дрейф субимпульсов — перемещение субимпульсов от одного края среднего профиля к противоположному в последовательных импульсах. Форма среднего импульса может быть однокомпонентной, двухкомпонентной и многокомпонентной, в зависимости от распределения субимпульсов. У ряда пульсара существует несколько устойчивых мод для среднего импульса.
- Интеримпульс — наличие небольшого импульса в промежутке между двумя главными
- Микроструктура импульса — характеристика импульсов, проявляющаяся при временно́м разрешении приёмной аппаратуры порядка 1 мкс.
- Поляризация. Излучение пульсаров сильно поляризовано. У пульсара PSR B0833-45 степень линейной поляризации близка к 100 %. Позиционный угол в пределах импульса для большинства пульсаров меняется монотонно, но у некоторых — скачком. Изменение поляризационных параметров вдоль среднего профиля является важной характеристикой пульсара. Круговая поляризация для пульсаров обычно не превышает нескольких процентов, но для некоторых может достигать десятков процентов.
- Гигантские импульсы. Для небольшого числа пульсаров характерно вспышечное увеличение плотности потока отдельных импульсов. В то время как для обычных импульсов характерна изменчивость плотности потока не более чем в 10 раз, плотность потока гигантских импульсов превышает таковую для обычных в сотни и тысячи раз.

## Определение расстояний до радиопульсаров
- по мере дисперсии DM. При всех недостатках этого метода он является основным. Для подавляющего большинства пульсаров расстояние определено только таким образом.

Измерение времени запаздывания сигналов на разных частотах позволяет определить меру дисперсии для данного пульсара:
{\displaystyle \Delta t={\frac {2\pi e^{2}}{m_{e}c}}\left({\frac {1}{\omega _{1}^{2}}}-{\frac {1}{\omega _{2}^{2}}}\right)DM},
где me — масса электрона, e — его заряд, c — скорость света, ω1,2 — измеряемые частоты. Поскольку
{\displaystyle DM=\int \limits _{0}^{L}{n_{e}dl}={\bar {n_{e}}}L},
где ne — концентрация электронов на луче зрения, то, зная распределение электронов на луче зрения, можно определить расстояние до пульсара. Однако, чаще всего это распределение не известно. Величину средней концентрации по Галактике обычно принимают равной 0,03 см−3. Возможно и решение обратной задачи: зная расстояние до пульсара можно определить среднюю концентрацию электронов на луче зрения.
Этот метод плохо работает для близких пульсаров из-за неоднородности межзвёздной среды. Вклад плотных облаков водорода может превышать влияние остальной протяжённой, но менее плотной среды. Напротив, на больших масштабах мера дисперсии набирается в основном в межоблачном газе, а вклад плотных облаков незначителен. Также с осторожностью следует подходить к результатам этого метода, полученным в отношении пульсаров, находящихся на большом расстоянии от галактического диска или на его краю (25-30 кпк от центра Галактики), поскольку в этих областях плотность электронного газа становится заметно меньше средней, что приводит к значительному изменению расстояния до пульсара при малом изменении меры дисперсии. Для уменьшения погрешностей метода необходимо использовать более точную и детальную модель распределения электронного газа и добиваться более точных значений меры дисперсии.
- по поглощению в линии λ = 21 см. При поглощении радиоизлучения нейтральным водородом в линии 21 см можно определить скорость движения наиболее удалённого облака газа. Наличии модели дифференциального вращения Галактики позволяет проводить оценку минимального расстояния до пульсара. Недостатком метода является наличие больших пекулярных скоростей у облаков нейтрального водорода, а также их неоднородная структура.
- по тригонометрическому параллаксу. Годичный параллакс можно определить только для ближайших пульсаров. Ещё в начале 80-х годов XX в. удалось определить годичный параллакс для пульсаров PSR B0950+08 и PSR B1929+10. Результаты оказались близкими к полученным по мере дисперсии.
- по межзвёздному рассеянию. Если возможно наблюдать мерцания пульсара на неоднородностях межпланетной плазмы, то можно определить угловой размер источника, создаваемый рассеянием в межзвёздной среде. Зная (или предполагая) характеристики среды можно определить расстояние до пульсара.
- по связи с другими объектами, расстояние до которых уже известно. Если пульсар находится в остатке сверхновой, то расстояние до него примерно равно расстоянию до сверхновой. Точно также, если удаётся доказать, что пульсар находится в другой галактике, то расстояние до него равно расстоянию до этой галактики. На 2008 год пульсары найдены в Магеллановых облаках.

## Светимость и спектральный состав излучения

Типичный спектр пульсара

В отличие от обычных звёзд, пульсары имеют не чернотельный, а степенной спектр, что является важным свидетельством синхротронной природы излучения. Одновременное исследование спектров пульсаров в широком диапазоне частот показало сильную переменность мгновенных спектров пульсаров, вплоть до смены знака спектрального индекса. В то же время оказалось, что как и в случае со средним профилем, можно получить устойчивый средний спектр, что сильно облегчает наблюдательную задачу, поскольку проводить наблюдения можно на различных инструментах, используя приёмники разного диапазона. Число измерений, необходимое для получения среднего спектра, варьируется для разных пульсаров: спектр некоторых достаточно стабилен на небольших масштабах времени, у других присутствуют изменения спектра на масштабе порядка нескольких лет.
В средних спектрах обычно присутствует 3 элемента: участок степенной зависимости {\displaystyle E_{\nu }\propto \nu ^{-\alpha }}; низкочастотный завал — плавное изменение спектрального индекса на низких частотах; высокочастотный излом — резкое изменение спектрального индекса на высоких частотах (см. рисунок). У некоторых пульсаров обнаружено уплощение в области более 30 ГГц. Значение спектрального индекса α для известных пульсаров колеблется в пределах −0,2 ÷ 3,8.
Для частоты максимума νm характерны значения от 50 до 300 МГц при среднем значении 100 МГц. Для неё была получена статистическая зависимость от периода пульсара:
{\displaystyle \nu _{m}\left({\text{MHz}}\right)=120P\left(c\right)^{-0.36\pm 0.09}.}
Значения частоты излома νc колеблются в пределах от 0,4 до 10 ГГц при средней величине около 2 ГГц. Она также коррелирует с периодом пульсара:
{\displaystyle \nu _{c}\left({\text{GHz}}\right)=1,4P\left(c\right)^{-0.46\pm 0.18}.}
Кроме того, оказалось, что эти частоты коррелируют друг с другом и их связь можно представить в виде
{\displaystyle \nu _{m}\left({\text{GHz}}\right)=0,1\nu _{c}\left({\text{GHz}}\right).}
Из всего этого следует, что по мере замедления вращения пульсара его спектр радиоизлучения смещается в сторону длинных волн и становится более узким.

Распределение пульсаров в проекции на галактический диск. В верхней части изображения чётко выделяются группы пульсаров, относящиеся к
Магеллановым облакам

## Распределение пульсаров в Галактике

Распределение пульсаров по высоте над плоскостью Галактики. Гистограмма построена с шагом 0,25 кпк. Большое число пульсаров на высотах около ±1,76 кпк связано, по всей видимости с погрешностями методики измерения расстояния. Пик на расстоянии −3,46 кпк — это пульсары в шаровом звёздном скоплении 47 Тукана, группа пульсаров на расстоянии −1,95 кпк относятся к шаровому скоплению NGC 6752

Для описания распределения пульсаров в Галактике вместо одной функции распределения, зависящей от расстояния от центра Галактики R, высоты над плоскостью Галактики z и светимостью L обычно используют 3 функции r(z), f(R) и Φ(L), которые считают независимыми. Таким образом, полное число пульсаров на единицу площади, спроектированной на галактический диск с расстоянием до центра R, равно
{\displaystyle D\left(R\right)=f\left(R\right)\int \limits _{-{\mathcal {1}}}^{\mathcal {1}}r(z)\,dz\int \limits _{0}^{\mathcal {1}}\,\Phi \left(L\right){\frac {dL}{L}}}
Распределение пульсаров по z характеризуется концентрацией к галактической плоскости и экспоненциальным уменьшением по мере удаления от неё с характерным масштабом высоты порядка 400 пк. Пульсары, обнаруженные на больших высотах (вплоть до 12 кпк) обычно входят в состав шаровых скоплений. Распределение пульсаров по z-компоненте скорости даёт квазимаксвелловское распределение с дисперсией ~100 км/c. Если верно, что предшественниками пульсаров являются массивные звёзды, чья подсистема имеет характерную высоту около 100 пк, то можно оценить кинематический возраст пульсаров, который в среднем равен 107 лет.
Функция распределения пульсаров по галактоцентрическим расстояниям показывает наличие максимума в районе R ~ 4÷6 кпк. Наблюдаемое распределение пульсаров аналогично распределению сверхновых, остатков сверхновых и молекулярных облаков, что подтверждает предположение об их связи. Поскольку пульсары — молодые объекты, образовавшиеся из других молодых объектов, то распределение пульсаров должно в той или иной мере отслеживать спиральную структуру нашей галактики. К сожалению, пульсары до сих пор открывались преимущественно только в одной небольшой части Галактики — в окрестностях Солнца, так что делать уверенные выводы о связи пульсаров со спиральным узором ещё рано.

## Известные радиопульсары
- Первый радиопульсар, CP 1919 (ныне PSR B1919+21), с периодом 1,337 секунд и шириной импульсов 0,04 секунд, открытый в 1967 году.
- PSR B1937+21 — первый миллисекундный пульсар.
- PSR B1257+12 — первый пульсар, у которого были обнаружены планеты.
- PSR B1913+16 — первый двойной пульсар, то есть пульсар в двойной системе. При изучении этого пульсара был выявлен дополнительный отток энергии из системы, хорошо описываемый излучением гравитационных волн, предсказанных Общей теорией относительности.
- PSR J0737−3039 — самый тесный двойной пульсар с периодом обращения 2,4 часа.
- PSR J0737−3039 — первый дважды двойной пульсар, то есть двойная система из двух пульсаров.
- PSR J0901-4046 — пульсар с самым большим периодом: 75.9 с.
- PSR J1748-2446ad — радиопульсар с самым коротким периодом: 0,00139595482 с.
- PSR B0833−45 — первый пульсар, у которого были обнаружены глитчи — скачкообразные изменения периода.

## Физическая природа радиопульсаров

Схема радиопульсара. Сфера в центре — нейтронная звезда, кривые представляют магнитные силовые линии, конусы вдоль магнитной оси — радиолучи, зелёная линия — ось вращения

Краткость импульсов пульсаров и их микроструктура свидетельствуют о том, что излучение приходит к нам с небольшого по объёму участка пространства. Высокая стабильность пульсаров однозначно указывает на то, что источником излучения служит жёсткая система, а не газовый или плазменный конгломерат. Периодичность приходящих импульсов может быть объяснена только собственными колебаниями объекта либо его орбитальным или собственным вращением. Вариант с орбитальным вращением не может соответствовать действительности, поскольку тесная двойная система с периодом 1 с, эффективно бы излучала гравитационные волны, что привело бы к уменьшению периода и столкновению компонентов за время порядка 1 года. Собственные пульсации тоже должны приводить к уменьшению периода, в то время, как период пульсаров, наоборот, увеличивается.
В природе известно три типа компактных объектов: белые карлики, нейтронные звезды и чёрные дыры. Если первый открытый пульсар имел период 1,337 с, то открытые вскоре пульсары в Крабовидной туманности и в Парусах имели периоды 33 и 89 миллисекунд соответственно. Белые карлики не могут вращаться со столь малыми периодами из-за центробежного разрушения. Чёрные дыры не являются объектами, излучающими самостоятельно. Единственным кандидатом для объяснения явления пульсара остаётся быстровращающаяся нейтронная звезда. Запасы энергии вращения в пульсаре оцениваются в 1045 ÷ 1052 эрг, а наблюдаемая скорость потерь — 1030 ÷ 1038 эрг/с.
При коллапсе звезды с магнитным полем B ~ 1÷1000 Гс в нейтронную звезду, при условии сохранения магнитного потока, поле нейтронной звезды должно достигать 1010 ÷ 1012 Гс, что реально наблюдается. При таком магнитном поле и скорости вращения с поверхности нейтронной звезды вырываются элементарные частицы, которые в сильном магнитном поле эффективно рождают вторичную плазму, которая начинает вращаться вместе с полем. Такое вращение возможно только до некоторого определённого расстояния от оси вращения пульсара, на котором линейная скорость вращения сравнивается со скоростью света. Это расстояние называется радиусом светового цилиндра. Все силовые линии магнитного поля, «умещающиеся» под световой цилиндр, остаются замкнутыми, в то время как силовые линии вблизи полюсов остаются незамкнутыми. Таким образом, плазма, образующаяся вблизи магнитных полюсов, удаляется от пульсара вдоль магнитных силовых линий. Эта плазма и является источником радиоизлучения. В тех случаях, когда ось вращения не совпадает с осью магнитного диполя, возникает эффект пульсара.
На момент написания этой статьи к фундаментальным вопросам теории пульсаров относят: строение внешней коры, структуру магнитосферных токов, механизм генерации излучения.

## Вычисляемые характеристики пульсаров

### Магнитное поле на поверхности
Если предположить, что все энергетические потери радиопульсаров происходят в виде магнитодипольного излучения, то можно записать уравнение:
{\displaystyle {\frac {dE}{dt}}={\frac {-2B_{s}^{2}R^{6}\Omega ^{4}\sin ^{2}{\beta }}{3c^{3}}}.}
Здесь β — угол между осью вращения и осью диполя, Ω — угловая скорость вращения пульсара, c — скорость света. Подставляя типичные значения радиуса R = 1,2⋅106 см, момента инерции I = 1,4⋅1045 г·см2 и массы M = 2,8⋅1033 г нейтронной звезды, можно выразить величину магнитного поля пульсара Bs через наблюдаемые величины: период (P) и производную периода:
{\displaystyle B_{s}=6,4\cdot 10^{19}\left(P{\dot {P}}\right)^{1/2}.}
Подставляя значение периода пульсара в секундах, получаем величину индукции магнитного поля в гауссах.
На самом деле энергетический баланс пульсаров значительно сложнее. Существуют такие каналы потери энергии, как омические потери, излучение нейтрино-антинейтринных пар и т. д. Таким образом, значение индукции магнитного поля, полученное с помощью приведенной формулы, является лишь верхней оценкой.